# 伊曼塔站
伊曼塔站是托尔尼亚卡尔内斯-图库姆斯铁路上线的一个火车站。它位于拉脱维亚里加库尔泽梅区的伊曼塔街区附近并以此命名。托尔尼亚卡尔内斯-图库姆斯铁路的所有电动列车均停靠该站。